# Carlos Palacios
Carlos Alonso Enrique Palacios Núñez (ur. 20 lipca 2000 w Renca) – chilijski piłkarz występujący na pozycji ofensywnego pomocnika lub skrzydłowego, reprezentant Chile, od 2025 roku zawodnik argentyńskiego Boca Juniors.